# Oranje-Vrijstaatkade

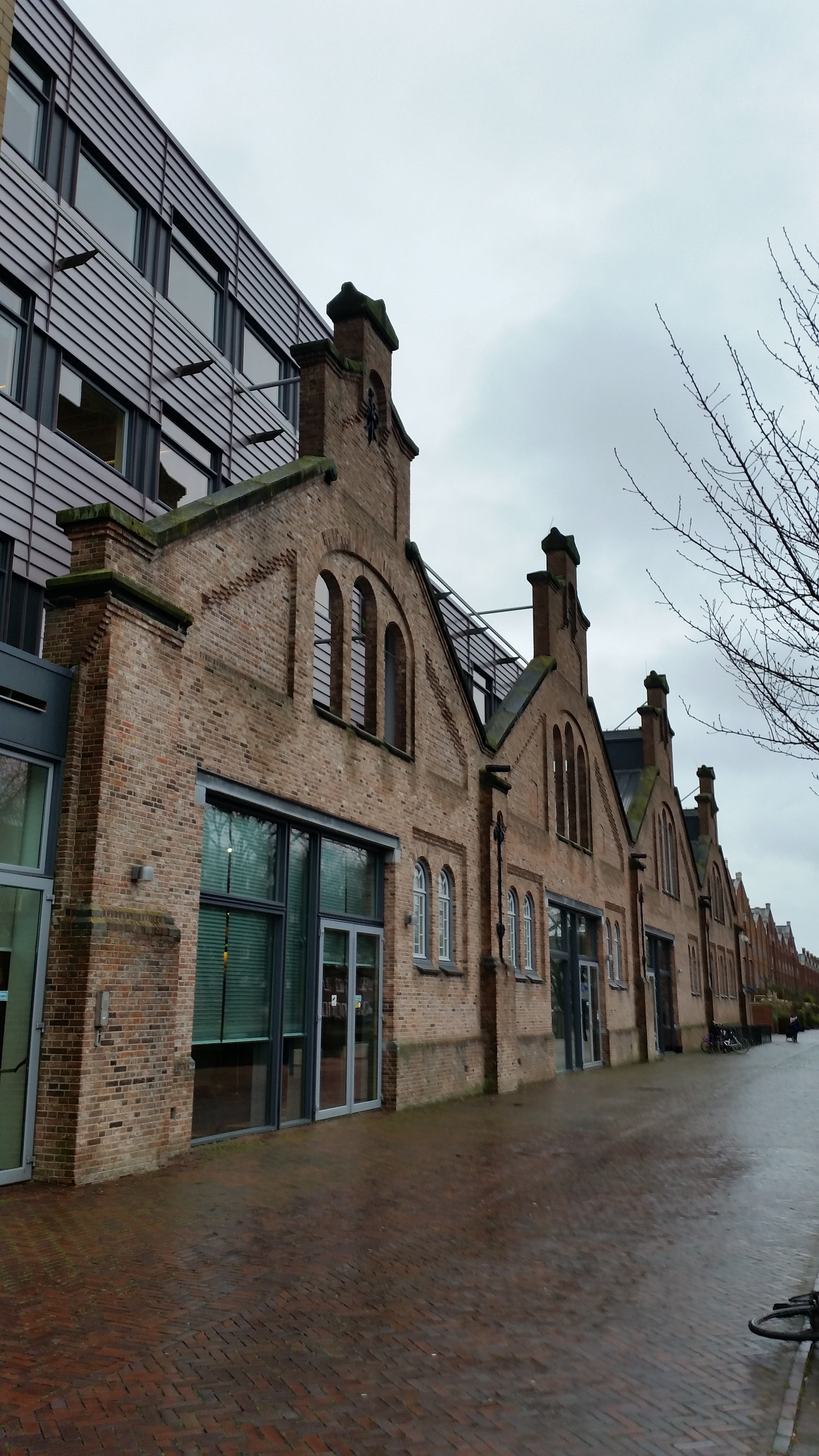
Oude gevels voor nieuwbouw (december 2019)

De Oranje-Vrijstaatkade is een straat in Amsterdam-Oost.

## Geschiedenis en ligging
De kade kreeg per raadsbesluit van 26 januari 1939 haar naam; een vernoeming naar de Zuid-Afrikaanse provincie Oranje-Vrijstaat (huidige Vrijstaat). Meerdere straten en pleinen in de buurt verwijzen naar Zuid-Afrika (b.v. Transvaalstraat). De kade ligt op de noordelijke oever van de Ringvaart van de Watergraafsmeer. De kade als straat begint aan de Linnaeusstraat bij het voor Amsterdammers bekende HEMA-filiaal aldaar.
Ze volgt daarna de ringvaart tot aan de Polderweg. Jarenlang was hier nauwelijks woningbouw; het grootste deel van de terrein werd in beslag genomen door de Oostergasfabriek met bijbehorende fabrieksgebouwtjes. Het gehele terrein werd in de jaren nul van de 21e eeuw gesaneerd en bijna alle gebouwen werden gesloopt. Alles werd opnieuw ingericht als woon- en winkelgebied. De kade werd daarbij onderbroken door het Oranje-Vrijstaatplein.
De kade is alleen toegankelijk voor voetgangers en fietsers.

## Gebouwen
De meeste gebouwen zijn dus ook gebouwd in die tijd. Voor wat betreft stijl is gekeken naar de oorspronkelijke bebouwing, seriegeschakelde woningen. Het HEMA-gebouw wijkt daarbij stevig af, want dateert uit 1933 en is ontworpen door architect Jacob Dunnebier in nieuwe-bouwenstijl. De meeste nieuwgebouwde woningen staan met de achterzijde aan en hebben hun voorgevels aan de Tuin van Hera of het Hof van Eden. Tussen de klassiek aandoende architectuur vallen twee gebouwen op met afwijkende stijlen. 
Op Oranje-Vrijstaatkade 4-6 staat een appartementencomplex gebouwd onder werktitel Oostpoort Blok 7. Het is rond 2014 tegen de Ringvaart en tegen het HEMA-gebouw aangezet. Het is een appartementencomplex met 30 koopappartementen ontworden door Hollands Zicht met Angela Holterman. Het andere is het voormalige kantoor van Stadsdeel Oost uit 2008/2009 dat ontworpen werd door Kraaijvanger-Urbis; het heeft voor trouwpartijen een ingang aan de kade.

### Oranje-Vrijstaatkade 21
Uit 1887 stammen nog twee (van oorspronkelijk vijf) gebouwen ontworpen door of onder supervisie van Isaac Gosschalk (genoemde medewerkers zijn Bert Johan Ouëndag en J.N. Landré) uit de tijd van de Oostergasfabriek. In de gebouwen werd steenkool verhit waarbij gas vrijkwam. In 1923 sloot de gasfabriek en kregen steeds andere bestemmingen. Het noordelijk deel van de hallen werden omgebouwd tot Sportfondsenbad Amsterdam-Oost met inbouw van een instructiebad (1933) en een buitenbad (1935). Ze staan na de herindeling aan Land van Cocagneplein 44, Oranje-Vrijstaatkade 21 en Waldenlaan 6. De gebouwen zijn sinds 2004 een gemeentelijk monument.

### Oranje-Vrijstaatkade 45
Tot 1985 was hier de achterzijde van de GVB busgarage Oost met als adres Beijersweg aan de andere zijde. Tot de komst van de metro in 1977 beschikte de garage over een extra openluchtstalling op het terrein van de voormalige gashouder. Na de sluiting van deze garage in 1985 bood het pand onderdak aan Amsterdamse museumbussen en vanaf 1989 ook aan museumtrams. Ook werd het pand gebruikt als opslagremise voor buiten dienst gestelde trams waarvoor later zelfs een speciale spooraansluiting van de Linnaeusstraat over de Oranje Vrijstaatkade tot stand kwam. Begin jaren nul werd het pand afgestoten en moesten de museumwagens naar elders verhuizen. De gevel van de voormalige garage werd geïntegreerd in de nieuwbouw.

### Oranje-Vrijstaatkade 71
In februari 2009 verhuisde het Centrum voor Beeldende Kunst [CBK] naar de voormalige zuiveringshallen van de Oostergasfabriek aan de Ringvaart. Met de officiële opening van het complex werd het hart van de nieuwe wijk Oostpoort een feit. Na een besluit tot verzelfstandiging van het CBK door het stadsdeel verliet het CBK in 2019 het pand, waarna op verzoek van het stadsdeel de presentatie-instelling Framer Framed het pand betrok.

## Bruggen
Vanaf de Oranje-Vrijstaatkade lopen drie bruggen naar de overzijde, de Linnaeuskade, van west naar oost:
- brug 189: Oetewalerbrug
- Brug 355: Evert van der Wallbrug (alleen voetgangers en fietsers)
- brug 2360

## Kunst
Op het Oranje-Vrijstaatplein staat het klassieke beeld De vrijheid van de gedachte van Hildo Krop, een beeld dat een zwervend bestaan had totdat het daar werd neergezet. Van een geheel andere orde is een artistiek kunstwerk van Martijn Sandberg uit 2019, bestaande uit teksten op betonblokken, verzameld onder de titel U bevindt zich hier. Kunstenaar Monika Dahlberg maakte in opdracht van Framer Framed twee sculpturen Gatekeepers die in september 2022 een permanente plek kregen bij de ingang van het gebouw van de voormalige zuiveringshallen aan de Oranje-Vrijstaatkade 71. De beelden Matumini (Hoop) en Uhuru (Vrijheid) zijn onderdeel van Dahlbergs langlopende kunstproject Gatekeepers.   